# Sotnik

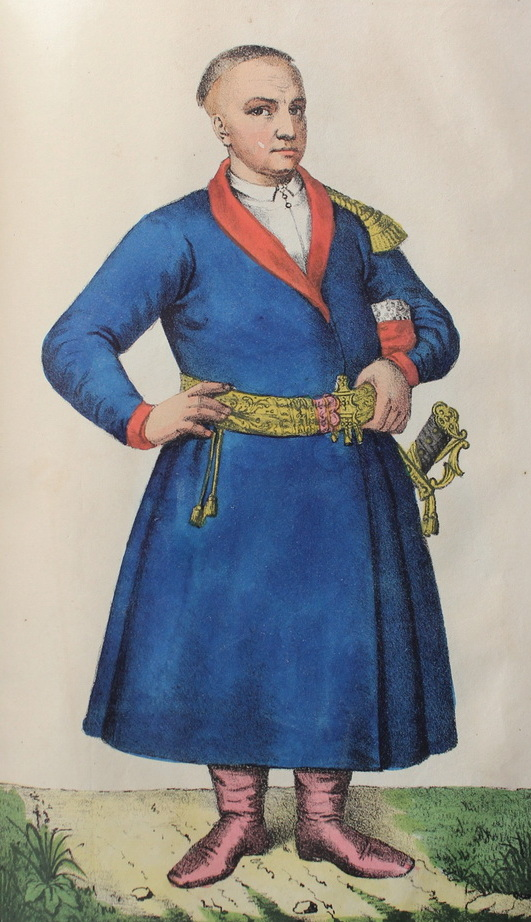
Sotnik des cosaques ukrainiens

Le sotnik ou sotnyk (russe : со́тник, ukrainien : сотник, bulgare : стотник) est un grade militaire parmi les starshyna cosaques (officiers militaires), les troupes Strelets (XVIIe siècle) en Moscovie et la cavalerie impériale cosaque (depuis 1826), l'armée insurrectionnelle ukrainienne, l'armée galicienne ukrainienne et l'armée populaire ukrainienne.

## Rang administratif
Les titulaires du grade servent également de chefs d'unités territoriales. Dans la société paramilitaire des cosaques de zaporozie, de l'Hetmanat cosaque et de l'Ukraine slobodienne, les territoires sont organisés selon les lignes hiérarchiques militaires et commandés par des officiers. Pendant le soulèvement de Khmelnytsky et dans le Hetmanat cosaque (XVIIe – XVIIIe siècles), les sotnyks sont les chefs de subdivisions administratives territoriales appelées sotnyas. Ces sotnyks sont subordonnés à des polkovnyks (colonel) qui contrôlent un polk (division administrative primaire) et un régiment (unité militaire).

## Grades militaires

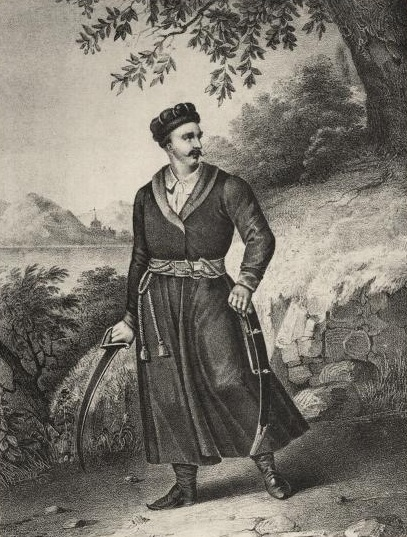
Sotnik cosaque d'Ukraine au XVIII

Le mot sotnik signifie littéralement commandant d'une centaine d'hommes dans la plupart des langues slaves, un peu comme la façon dont le terme latin Centurion évoque un commandant d'un nombre similaire de troupes dans l'Empire romain. Dans la structure hiérarchique russe, le rôle militaire d'un sotnik devient celui d'un poruchik (russe : поручик), éventuellement connu sous le nom de « lieutenant » (russe : лейтенант). Les formations militaires ukrainiennes ont conservé le rang de sotnyk (ukrainien : сотник) au 20e siècle comme l'équivalent d'un capitaine de l'armée. Le rang n'a pas officiellement changé, mais est plutôt tombé en désuétude après que l'armée soviétique et les services de renseignement ont supprimé l'armée insurrectionnelle ukrainienne à la fin des années 1940 et 1950.
Certaines traductions convertissent le mot sotnik par "Capitaine", mais l'interprétation "Lieutenant" apparaît également dans l'usage courant, et pour des raisons de clarté historique et sociale, le nom de grade d'origine est utilisé.

### En Slovénie
Le grade est toujours utilisé par les forces armées slovènes  et est égal au grade de capitaine dans d'autres forces armées.